# Ziekenhuis Gelderse Vallei
Ziekenhuis Gelderse Vallei is een algemeen ziekenhuis in Ede. Het heeft meer dan 400 bedden en 2623 medewerkers. In 2007, 2011, 2015, 2017 en 2021 is het ziekenhuis geaccrediteerd door Qualicor Europe. 

## Geschiedenis
In 1987 fuseerden het Julianaziekenhuis in Ede, het Protestants-Christelijk Streekziekenhuis in Bennekom en het Pieter Pauwziekenhuis in Wageningen. In 1990 kwam daar ook het Julianaziekenhuis Veenendaal in Rhenen bij.
Na deze fusies vond er op de bestaande locaties een herindeling plaats. Nieuwe technologieën werden toegevoegd en er werden plannen gemaakt voor nieuwbouw.
In 1992 kwam er toestemming voor de bouw van het nieuwe ziekenhuis in de Edese wijk Rietkampen. In 2000 werd het onder de naam Ziekenhuis Gelderse Vallei geopend.
Eind 2012 besloot het ziekenhuis om abortus provocatus ook bij het syndroom van Down mogelijk te maken. Hierop kwam protest vanuit de medewerkers van het ziekenhuis. In een brief aan de raad van bestuur vroegen zij om heroverweging van deze beslissing.

## Specialismen
| - anesthesiologie - cardiologie - chirurgie - dermatologie - darmlevercentrum - geriatrie - gynaecologie - hematologie - intensive care geneeskunde - interne geneeskunde - kindergeneeskunde - klinische chemie - klinische fysica - medische psychologie - KNO-heelkunde - longgeneeskunde - MDL-geneeskunde - medische microbiologie | - mond-, kaak- en aangezichtchirurgie - nefrologie - neurologie - neurochirurgie - nucleaire geneeskunde - oncologie - orthopedie - pathologie - plastische chirurgie - psychiatrie - radiologie - reumatologie - reuk- en smaakcentrum - revalidatiegeneeskunde - spoedeisende hulp - slaapcentrum - (top)sportgeneeskunde - urologie - ziekenhuisfarmacie |